# Megalothorax minimus
Megalothorax minimus is een springstaartensoort uit de familie van de Neelidae. De wetenschappelijke naam van de soort is voor het eerst geldig gepubliceerd in 1900 door Willem.